# Симона (Боккаччо)

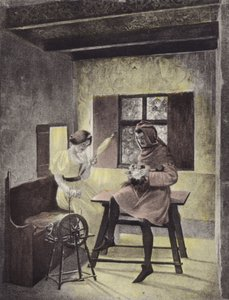
Луи Шалон. Иллюстрация к Седьмой новелле Четвёртого дня

Симона (итал. Simona) — персонаж книги «Декамерон» итальянского писателя XIV века Джованни Боккаччо. Трагическую историю о её жизни и смерти с симпатией рассказывает знатная флорентийка Эмилия в Седьмой новелле Четвёртого дня. Сюжет соответствует теме дня, посвящённой возлюбленным, «чья любовь имела несчастный исход». Он имеет несколько курьёзный характер, но прямые указания в тексте наводят на серьёзное отношение к изображению всевластия любви, которой покорны как простые, так и знатные люди. Любовь простолюдинов описывалась тогда без особой симпатии, в сниженной, натуралистической манере, поэтому поэтический подход Боккаччо называют новаторским. Жизнь Симоны перекликается с сюжетом новеллы о смерти дочери портного Сальвестре и её возлюбленного (IV, 8), рассказанной Неифилой. Её самопожертвование близко к поведению и других незнатных героинь «Декамерона» (Лизабетта, Костанца). Сюжет Боккаччо был использован французским писателем Альфредом де Мюссе в поэме «Симона». 

## В сюжете
Действие происходит во Флоренции. Симона, дочь бедняка, работает пряхой. Она любит юношу Пасквино, работающего на ткача. В его обязанности входит доставка шерсти прядильщицам, в связи с чем он и сблизился с Симоной. По его предложению однажды в воскресный день молодые люди отправляются в загородный сад, где устраиваются вдвоём под большим кустом шалфея. После приёма пищи юноша чистит зубы и дёсны листом с этого куста и сразу умирает. В его смерти подозревают Симону, которую задерживают и обвиняют в отравлении. При этом друзья Пасквино обвиняют её в отравлении. Судья решает побывать на том месте, где произошла смерть. Там Симона, чтобы показать что произошло, трёт зубы листом с того же куста и падает замертво. По приказу судьи вырыли куст, чтобы его спалить, и увидели под ним огромную жабу. После этого её и куст сожгли. Симону и Пасквино похоронили во флорентийской церкви Святого Павла (San Paolino), прихожанкой которой была умершая.

## Характеристика

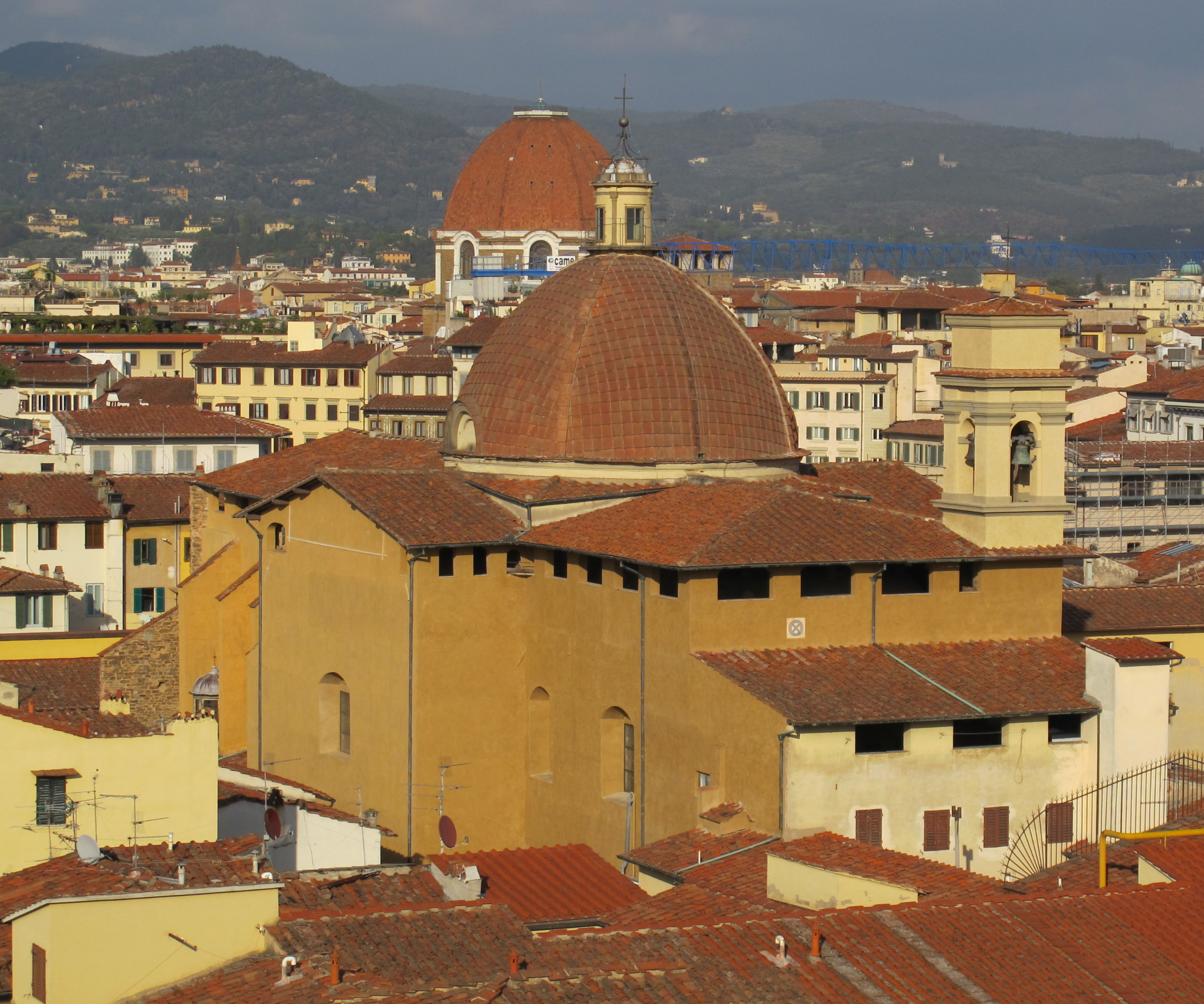
Флорентийская церковь San Paolino, где согласно сюжету были похоронены Симона и Пасквино

Трагическую историю о жизни и смерти девушки рассказывает знатная флорентийка Эмилия в Седьмой новелле Четвёртого дня: «Симона любит Пасквино: оба в саду: Пасквино потёр зубы шалфеем и умирает, Симона схвачена, желает показать судье, как погиб Пасквино, трёт себе зубы листком того шалфея и также умирает». История соответствует теме дня, посвящённой возлюбленным, «чья любовь имела несчастный исход».
Сюжет имеет несколько курьёзный, анекдотический характер, но прямые указания рассказчицы наводят на серьёзное отношение к истории, которая «приобретает черты притчи на тему всевластия любви, которая „не брезгует убогими хижинами“ и дарует блаженство даже в смерти». В литературе указывается, что Эмилия дважды выражает свою позицию на эту тему. В начале своего рассказа она произносит: «Уже замечено было однажды между нами, что хотя Амур охотно обитает в домах людей благородных, тем не менее не гнушается властвовать и в жилищах бедняков; напротив, именно там проявляет порой свои силы так, что заставляет и более богатых людей бояться себя, как могучего властелина». При описании смерти Симоны Эмилия заметила: «О блаженные души, которым довелось в один и тот же день дожить до конца горячей любви и смертного века! Тем более блаженные, если вы вместе отправились в одно и то же пребывание! Блаженнейшие, если и в той жизни любят и вы любите друг друга, как любили здесь!». Подобного рода комментарий был бы органичен в произведениях воспевающих куртуазную любовь, в которых «никто не подозревает о существовании прядильщиц шерсти и о скромных пикниках в городском саду», но редок для литературы эпохи Боккаччо. Любовь простолюдинов описывалась тогда без особой симпатии, в сниженном, физиологическом плане. Подобные примеры плотских утех встречаются и в «Декамероне», но трагическая история становится ярким примером позитивного изображения чувств простых людей. Отмечая такие особенности, российский литературовед Михаил Андреев назвал историю Симоны первым шагом к «умилившей всю Европу ричардсоновской Памеле и умилившей Россию карамзинской бедной Лизе».
Литературовед Джастин Стейнберг отмечал, что история трагической любви Симоны и Пасквино отличается реалистичностью в изображении повседневной жизни простых людей, которые зарабатывают своим трудом. Такой нестереотипный, без комизма подход признаётся смелым экспериментом Боккаччо. Итальянский литературовед, крупный специалист по творчеству Боккаччо, Витторе Бранка отмечал, что писатель впервые в истории литературы показал жизнь обычных людей, которых он изобразил «с большим художественным мастерством и поэтичностью, с сочувствием и пониманием, отдавая должное их достоинствам». История Симоны перекликается с сюжетом новеллы о дочери портного Сальвестре, рассказанной Неифилой: «Джироламо любит Сальвестру; отправляется, побуждаемый просьбами матери, в Париж; вернувшись, находит её замужем, тайно проникает в её дом и умирает около неё; когда его понесли в церковь, Сальвестра умирает возле него» (Восьмая новелла Четвёртого дня). Обе героини обладают «благородством и героизмом» ничуть не меньше, «чем блистательные принцессы». Кроме них, в книге встречаются и другие поэтические героини из простого народа, которые способны на самопожертвование ради любимого: Лизабетта, Костанца. Бранка писал, что красота всех этих женщин «безыскусственная: не броская, почти болезненная, — но они привлекают нас куда больше, чем надменные, разукрашенные дамы из феодальной знати. И уж конечно скромные героини не уступают этим дамам в благородстве и смелости чувств». Также, по мнению Бранка, Симона — это «первая мечтательно-грустная пряха» во всей итальянской литературе.

## В культуре
Сюжет новеллы Боккаччо был осовременен французским писателем Альфредом де Мюссе в поэме «Симона» (Simone, 1840).